# Mono
Mono — багато-платформове вільне відкрите втілення системи .NET, яке відповідає стандартам ECMA, включаючи серед іншого і компілятор C#, і Common Language Runtime.
Mono включає компілятор мови C# — mcs, середовище виконання .NET — mono (із підтримкою JIT-компіляції) і mint (без підтримки JIT), зневаджувач, і низка бібліотек, включаючи реалізацію ADO.NET і ASP.NET. У межах проекту також розробляються прив'язки для графічної системи GTK+ на платформі .NET.
Середовище виконання mono може виконувати модулі, написані мовами C#, F#, Visual Basic .NET, Java, Boo, Nemerle, Python, Forth, JavaScript, PHP і Object Pascal (за наявності компілятора у середовищі .Net/Mono). Очікується також підтримка мов C, Ada 2005 і Eiffel.
Ліцензія на компілятор та інші програми — GPL. Ліцензія на середовище виконання й інші бібліотеки — LGPL. Ліцензія на бібліотеки класів — MIT. Патенти на C#/CLI належать Microsoft, і точаться суперечки щодо ризику і допустимості зростання залежності від Mono або C#.

## Підтримувані платформи
Реалізації Mono існують до таких операційних систем: GNU/Linux, Solaris, Mac OS X, Microsoft Windows. Mono також розширює можливості використання .Net технології на мобільних пристроях. У 2009 році Novell випустила продукт MonoTouch для операційної системи iOS, на основі якій працюють мобільні пристрої від Apple.
Навесні 2011 Novell випустила набір інструментів для створення .NET і C# застосунків за допомогою Microsoft Visual Studio для операційної системи Android. Mono для Android включає в себе середовище виконання, SDK, прив'язку для рідних API Android, а також плагін для Visual Studio, який дозволяє розробляти й тестувати програми для цієї мобільної ОС. Річна ліцензія для підприємств, що включає підтримку та оновлення, коштує 999 доларів на рік (для студентів $99, для індивідуальних розробників — $399).

## Випуски
| Дата       | Версія    | Примітки |
| ---------- | --------- | --- |
| 2004-06-30 | Mono 1.0  | C# 1.0 |
| 2004-09-21 | Mono 1.1  | |
| 2006-11-09 | Mono 1.2  | C# 2.0 |
| 2008-10-06 | Mono 2.0  | C# 3.0 |
| 2009-01-13 | Mono 2.2  | SIMD |
| 2009-03-30 | Mono 2.4  | |
| 2009-12-15 | Mono 2.6  | |
| 2010-10-6  | Mono 2.8  | C# 4.0 |
| 2011-2-18  | Mono 2.10 | |
| 2012-10-22 | Mono 3.0  | |
| 2015-4-29  | Mono 4.0  | Інтеграція компонентів, відкритих компанією Microsoft під ліцензією MIT: .NET Core Runtime (CoreCLR), базових бібліотек .NET Core Framework Libraries (CoreFX) і набору еталонного коду; підтримка і використання за умовчанням мови C# 6.0 |

## Виноски
1. ↑  Mono Releases. Архів оригіналу за 2 квітня 2015. Процитовано 3 травня 2015.
2. ↑  The mono Open Source Project on Open Hub: Languages Page — 2006.
3. ↑  https://github.com/EvanLi/Github-Ranking/blob/master/Data/github-ranking-2025-07-06.csv — 2025.
4. ↑  Seth Nickel (19 травня 2004). Why Mono is Currently An Unacceptable Risk. Design Fu (англійською) . Архів оригіналу за 4 липня 2008. Процитовано 8 серпня 2008.
5. ↑  Річард Столлман (26 червня 2009). Why free software shouldn't depend on Mono or C# (англійською) . Free Software Foundation. Архів оригіналу за 23 серпня 2011. Процитовано 28 червня 2009.
6. ↑  Jo Shields (12 червня 2009). Here we go again — why Mono doesn’t suck (англійською) . Архів оригіналу за 23 серпня 2011. Процитовано 12 червня 2009.
7. ↑  Компания Novell выпустила Mono для платформы Android. Архів оригіналу за 10 вересня 2011. Процитовано 7 квітня 2011.
8. ↑  Архівована копія. Архів оригіналу за 24 вересня 2020. Процитовано 9 травня 2010.{{cite web}}:  Обслуговування CS1: Сторінки з текстом «archived copy» як значення параметру title (посилання)
9. ↑  Архівована копія. Архів оригіналу за 9 квітня 2020. Процитовано 9 травня 2010.{{cite web}}:  Обслуговування CS1: Сторінки з текстом «archived copy» як значення параметру title (посилання) [Архівовано 2020-04-09 у Wayback Machine.]
10. ↑  Архівована копія. Архів оригіналу за 9 квітня 2020. Процитовано 9 травня 2010.{{cite web}}:  Обслуговування CS1: Сторінки з текстом «archived copy» як значення параметру title (посилання) [Архівовано 2020-04-09 у Wayback Machine.]
11. ↑  Архівована копія. Архів оригіналу за 9 квітня 2020. Процитовано 9 травня 2010.{{cite web}}:  Обслуговування CS1: Сторінки з текстом «archived copy» як значення параметру title (посилання) [Архівовано 2020-04-09 у Wayback Machine.]
12. ↑  Архівована копія. Архів оригіналу за 9 листопада 2020. Процитовано 9 травня 2010.{{cite web}}:  Обслуговування CS1: Сторінки з текстом «archived copy» як значення параметру title (посилання)
13. ↑  Архівована копія. Архів оригіналу за 12 червня 2020. Процитовано 9 травня 2010.{{cite web}}:  Обслуговування CS1: Сторінки з текстом «archived copy» як значення параметру title (посилання)
14. ↑  Архівована копія. Архів оригіналу за 9 листопада 2020. Процитовано 9 травня 2010.{{cite web}}:  Обслуговування CS1: Сторінки з текстом «archived copy» як значення параметру title (посилання)
15. ↑  Архівована копія. Архів оригіналу за 29 серпня 2020. Процитовано 9 травня 2010.{{cite web}}:  Обслуговування CS1: Сторінки з текстом «archived copy» як значення параметру title (посилання)
16. ↑  Release Notes Mono 2.8. Архів оригіналу за 9 листопада 2020. Процитовано 19 липня 2011.
17. ↑  Release Notes Mono 2.10. Архів оригіналу за 4 серпня 2020. Процитовано 19 липня 2011.